# ベルン中央駅
ベルン中央駅（ベルンちゅうおうえき）（Bern Hauptbahnhof）は、スイスベルンにある、スイス連邦鉄道（スイス国鉄）の鉄道駅。

## 概要

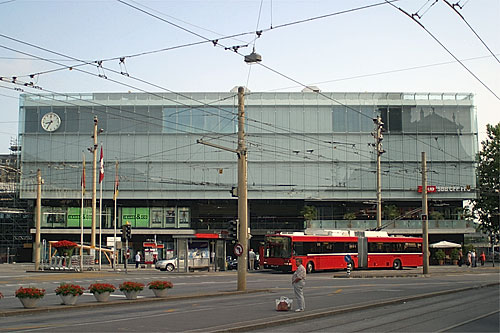
ベルン中央駅

交通量の観点で、ベルン中央駅はチューリッヒ中央駅に続いてスイスで2番目に大きな駅である。ベルン中央駅の地下には、狭軌のベルン-ゾロトゥルン地域交通（RBS: Regionalverkehr Bern-Solothurn）の路線も乗り入れている。
ベルン地区のSバーンのターミナルでもあり、ベルン大学のすぐ脇に位置している。ベルン空港へのシャトルバスが出ている。

## 歴史

### 1857年のヴァイラーフェルト仮駅
1857年6月16日、スイス中央鉄道（SCB: Schweizerische Centralbahn）がヘルツォゲンブッフゼー（Herzogenbuchsee）からベルンへ向けて建設したミッテルラント線が開業した。しかしながら、アーレ川に架かる鉄道橋が未完成であったため、1858年まで対岸までの線路であった。このためヴァイラーフェルト（Wylerfeld）仮駅が設置された。旅客はそこから馬車でベルンまで移動していた。

### 1858年のベルン仮駅
1858年11月15日、アーレ川に架かるローテ橋（Rote Brücke）が完成し、ベルン駅へ列車が走るようになった。駅舎がまだ建築中であったため、客扱いは暫定的に貨物上屋の中で行われた。

### 1860年の駅
聖霊教会のクリストフェル塔のそばに4つの番線を備えた駅がスイス中央鉄道によって建設された。設計はバーゼルから来たルードヴィヒ・マリンク（Ludwig Maring）とヴィルヘルム・プレッセル（Wilhelm Pressel）の共同によるものであった。建設工事は1858年2月12日に始まり、1860年5月1日に開業した。
開業してまもなく、交通量が過小に見積もられていたことが明らかになり、駅舎と鉄道管理関係の建物は手狭になった。

### 1891年の駅
ベルン国有鉄道がビール（Biel）と結ぶ鉄道を建設しようとするに至り、1864年には早くも最初の建て替えが提案されている。スイス中央鉄道は1870年に通過式配線の駅をブルガーシュピタル（ベルンの養老院）の北西側に建設することを計画した。様々な提案がなされたが、大部分の点でスイス中央鉄道の提案が受け容れられた。建設のためにベルンの大城壁の一部が撤去されている。
1897年、鉄道管理局の建物は火災で完全に焼失している。しかしながら後に同じ形態で再建されている。
1902年7月10日の夜、再び炎上した。消防隊が1時間半後に鎮火に成功したが、駅の食堂関係者の寄宿舎が全焼している。
ロジャー・デスポンド（Roger Desponds）により1958年に駅舎は建て替えられた。

### 1966年の駅
1966年に新しい駅舎が完成して営業を開始した。その新しさゆえに、1900年頃から1920年頃に掛けて建てられたものが多いスイス国鉄の他のほとんどの大きな駅と比べて建物のスタイルはほとんど似ていないものとなっている。建物は鉄筋コンクリートとガラスでできている。
13の番線を備えた通過式配線のスイス国鉄の駅の他に、地下に4つの番線を備えたベルン-ゾロトゥルン地域交通のターミナル駅がある。

### 2003年の駅改造
駅舎の一部の改修と建て替えが2003年12月に完成している。新しい駅には街中の商店より営業時間が長く週末でも営業している商店街が入っている。チューリッヒ中央駅のShopVille商店街と同じように、ベルンの条例による商店の営業時間規制がスイス国鉄の土地には適用されないことを利用したものである。
2004年12月12日、バーン2000計画に基づくダイヤ改正に合わせて、"Welle von Bern"がオープンした。これはベルン中央駅の西側入口となる線路上を覆った歩行者通路である。

## 駅前広場
2007年の初頭から、駅前広場の再開発が始まった。これはUEFA欧州選手権2008の開催までに完成させる計画となっている。再開発では、路面電車とバスの停留所の再編、駅前広場への天蓋の設置、ブーベンベルク広場（Bubenbergplatz）の再編とクリストフェル地下道（Christoffelunterführung）の撤去が行われることになっている。駅前広場の路面電車の停留所と転回線の再構築は将来のベルン西側への系統延長を考えたもので、ビュンプリッツ（Bümpliz）やブリュネン（Brünnen）への路面電車の接続は2010年に完成する予定である。